# یواس‌اس اکستراکتور (ای‌آراس-۱۵)
یواس‌اس اکستراکتور (ای‌آراس-۱۵) (به انگلیسی: USS Extractor (ARS-15)) یک کشتی بود که طول آن ۱۸۳ فوت ۳ اینچ (۵۵٫۸۵ متر) بود. این کشتی در سال ۱۹۴۳ ساخته شد.